# شو تونغ
شو تونغ (بالصينية: 舒同) هو خطاط وسياسي صيني، ولد في 25 نوفمبر 1905 في الصين، وتوفي في 27 مايو 1998 في بكين في الصين. حزبياً، نشط في الحزب الشيوعي الصيني. وقد انتخب عضو مجلس الشعب الصيني ‏ خلال فترته النيابية.